# Stargate (producentteam)
Stargate är ett norskt musikproduktions- och låtskrivningsteam som består av Tor Erik Hermansen (född 14 oktober 1972) och Mikkel Storleer Eriksen (född 10 december 1972). Gruppen grundades i Trondheim 1996 och har sedan 2005 haft sin bas i USA, först i New York och senare i Los Angeles. Stargate är internationellt erkända för sitt arbete inom pop, R&B och hiphop, och har samarbetat med några av världens största artister.
Rolling Stones magazine säger att deras sound: Storslagna orkesterliknande syntar och pulserande bas. Duon skapar nästan alltid först ett melodiskt instrumentalnummer innan sång läggs till i mixen.
Stargate har varit involverad i ett antal produktioner som har toppat Billboard Hot 100-listan. Bland dem finns Beyoncés låt "Irreplaceable", som toppade den amerikanska listan i 10 veckor, och var den första låten att nå nummer 1 på 13 olika listor under samma vecka i december 2006. Albumet som låten är hämtad från, B'Day, fick också bra recensioner och vann en  Grammy Award för bästa samtida R&B-album 2007. År 2009 vann Stargate-teamet en Grammy Award för bästa R&B-låt med "Miss Independent" framförd av Ne-Yo og Jennifer Hudson Best R&B Album, Jennifer Hudson. År 2010 toppade en av företagets singlar Billboard Hot 100 med låten "Rude Boy" framförd av Rihanna och i 2011 Best Dance Recording for "Only Girl (In the World)". Stargate har varit involverad i alla Rihannas första åtta album.
De har skapat hits för ett antal artister, inklusive Mariah Carey, Lionel Richie, Wiz Khalifa, Britney Spears, Selena Gomez, Rita Ora, Normani, Celine Dion, Blue, Train, Janet Jackson, Shakira, Jennifer Lopez, Sam Smith, Mary J. Blige, Katy Perry, Coldplay, Pink, Sia, Whitney Houston, Nas, Chris Brown, Khalid, Charli XCX, Trey Songz, Keith Urban, Zara Larsson och andra.
Som kompositörer har de ofta samarbetat med norska Espionage, Ne-Yo, men även ett antal andra, inklusive Sia.
Stargate sålde stora delar av sin låtkatalog till Shamrock Capital, det antas att de kan ha tjänat upp till en halv miljard.